# Arrondissement Ostende
Arrondissement Ostende je jeden z osmi arrondissementů (okresů) v provincii Západní Flandry v Belgii.

## Obyvatelstvo
Počet obyvatel k 1. lednu 2017 činil 155 717 obyvatel. Rozloha okresu činí 291,6 km².

## Obce
Okres Ostende sestává z těchto obcí:
- Bredene
- De Haan
- Gistel
- Ichtegem
- Middelkerke
- Ostende
- Oudenburg